# Cryptopotamon anacoluthon
Cryptopotamon anacoluthon is een krabbensoort uit de familie van de Potamidae. De wetenschappelijke naam van de soort is voor het eerst geldig gepubliceerd in 1918 door Kemp.